# Fernand Léger

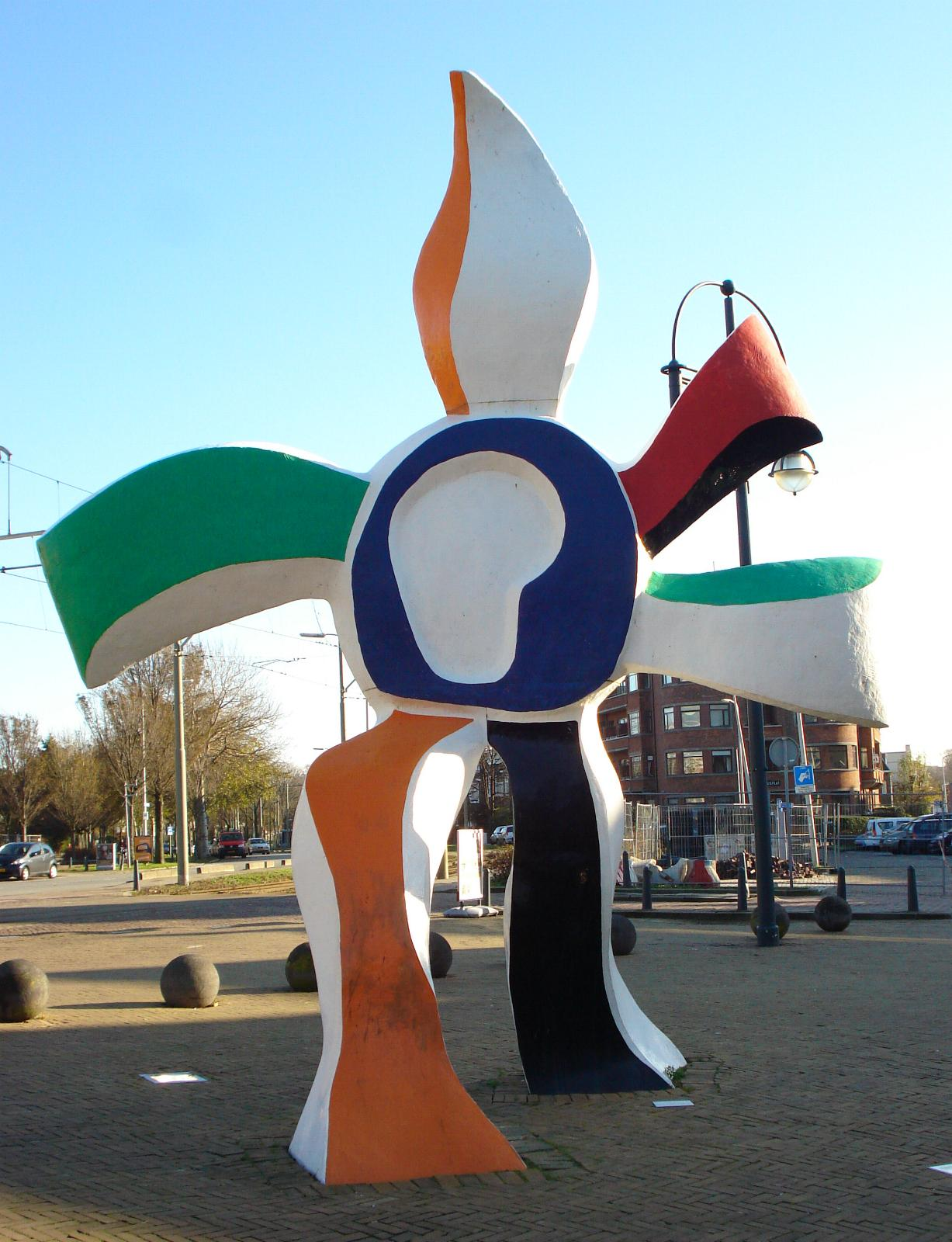
La Grande Fleur qui marche (1952), Den Haag

Joseph Fernand Henri (Fernand) Léger (Argentan, 4 februari 1881 – Gif-sur-Yvette, 17 augustus 1955) was een Franse kunstschilder en beeldhouwer. Hij wordt beschouwd als een belangrijke vertegenwoordiger van het kubisme.

J'ai horreur de la peinture discrète
— Fernand Léger, 1919.

## Levensloop
Léger was de zoon van de veeboer Henri-Armand Léger en zijn vrouw Marie-Adèle Daunou. Zijn vader overleed toen hij 4 jaar oud was. Op zestienjarige leeftijd ging Léger in de leer bij een architect in Caen. In 1900 vertrok hij naar Parijs, waar hij zich in de wijk Montparnasse vestigde. Ook hier werkte hij een tijd bij een architect. Hij volgde lessen aan de École des Arts Décoratifs en aan de Académie Julian. Zijn schilderijen uit deze tijd staan onder invloed van het impressionisme.
In 1907 ontmoette hij Robert Delaunay en via hem raakte hij bevriend met Alexandre Archipenko, Chaïm Soutine, Amédeo Modigliani en Marc Chagall. Ook kwam hij in contact met het werk van Cézanne, dat hem ertoe bracht om meer kubistisch te gaan werken. In 1911 sloot Léger zich aan bij de Puteaux-groep ten huize van Jacques Villon.
Tijdens de Eerste Wereldoorlog werd hij gemobiliseerd in het Franse leger. Nadat hij gewond was geraakt werd hij in 1916 afgekeurd waarna hij zijn schildersbestaan hervatte. Zijn werken uit de jaren twintig worden gekenmerkt door een 'mechanische' uitbeelding van mensen en objecten. In 1920 ontmoette Léger de architect Le Corbusier, met wie hij vriendschap sloot. Ook maakte hij kennis met het werk van Piet Mondriaan en Theo van Doesburg, dat een inspiratiebron voor hem werd. In 1923 maakte Léger de decors en kostuums voor het avant-gardistische ballet La création du monde. In deze periode werkte hij ook mee aan diverse films, zoals L'inhumaine (1924) van Marcel L'Herbier waarvoor hij een futuristisch laboratorium maakte. In 1935 bezochten Léger en Le Corbusier de Verenigde Staten. Het Museum of Modern Art in New York organiseerde een expositie van zijn werken. Ook tijdens de Tweede Wereldoorlog verbleef Léger in de VS. Hij keerde in 1945 terug naar Frankrijk.
Enkele jaren later betrok hij een atelier in Biot, bij de Middellandse Zee, nabij Nice en Antibes. Hij bleef daar twee jaar en keerde toen weer terug naar de omgeving van Parijs. In 1955 overleed hij op 74-jarige leeftijd in zijn huis in Gif-sur-Yvette.

## Musea
In 1960 werd in het dal aan de voet van het bergstadje Biot het Nationaal Museum Fernand Léger geopend.
Na een tweejarige sluiting wegens een grondige restauratie is het museum op 20 juni 2008 heropend.

### Werk in openbare collecties (selectie)
- Guggenheim Museum, New York
- Hermitage, Sint-Petersburg
- Kröller-Müller Museum, Otterlo
- Lille Métropole Museum voor Moderne kunst, Hedendaagse kunst en Art brut, Villeneuve d'Ascq
- Museum of Fine Arts, Houston
- Museum of Modern Art, New York
- Rijksmuseum Amsterdam[1]
- Stedelijk Museum Amsterdam
- Tate Modern, Londen

## Werk

### Schilderijen
- Nus dans la forêt (Naaktfiguren in een bos). 1909-1911. Olieverf op doek. Otterlo, Kröller-Müller Museum. Zie Vaste collectie Kröller-Müller Museum
- Contrast van Vormen. 1913. Olieverf op doek. 100,3 × 81,1 cm. New York, Museum of Modern Art. Zie MoMA Provenance Research Project.
- L'Escalier (De trap). 1914. Olieverf op doek. 136,5 × 100,3 cm. New York, Museum of Modern Art. Zie MoMA Provenance Research Project.
- Les hélices (Propellers). 1918. Olieverf op doek. 80,9 × 65,4 cm. New York, Museum of Modern Art. Zie MoMA Provenance Research Project.
- Les hélices (De schroeven). 1918. Olieverf op doek. 41 × 33 cm. Brussel, Koninklijke Musea voor Schone Kunsten van België. Inventarisnummer 6534.
- Le Typographe (De typograaf). 1919. Olieverf op doek. Otterlo, Kröller-Müller Museum. Zie Vaste collectie Kröller-Müller Museum
- Peinture murale (Muurschildering). 1924. Olieverf op doek. 180,3 × 79,2 cm. New York, Museum of Modern Art. Zie MoMA Provenance Research Project.
- Le miroir (De Spiegel). 1925. Olieverf op doek. 129,6 × 99,6 cm. New York, Museum of Modern Art. Zie MoMA Provenance Research Project.

### Tekening
- Zonder titel. 1919. Afgebeeld als Bijlage XXIII in De Stijl, 2e jaargang, nummer 12 (oktober 1919). Zie Digital Dada Library.

### Galerij

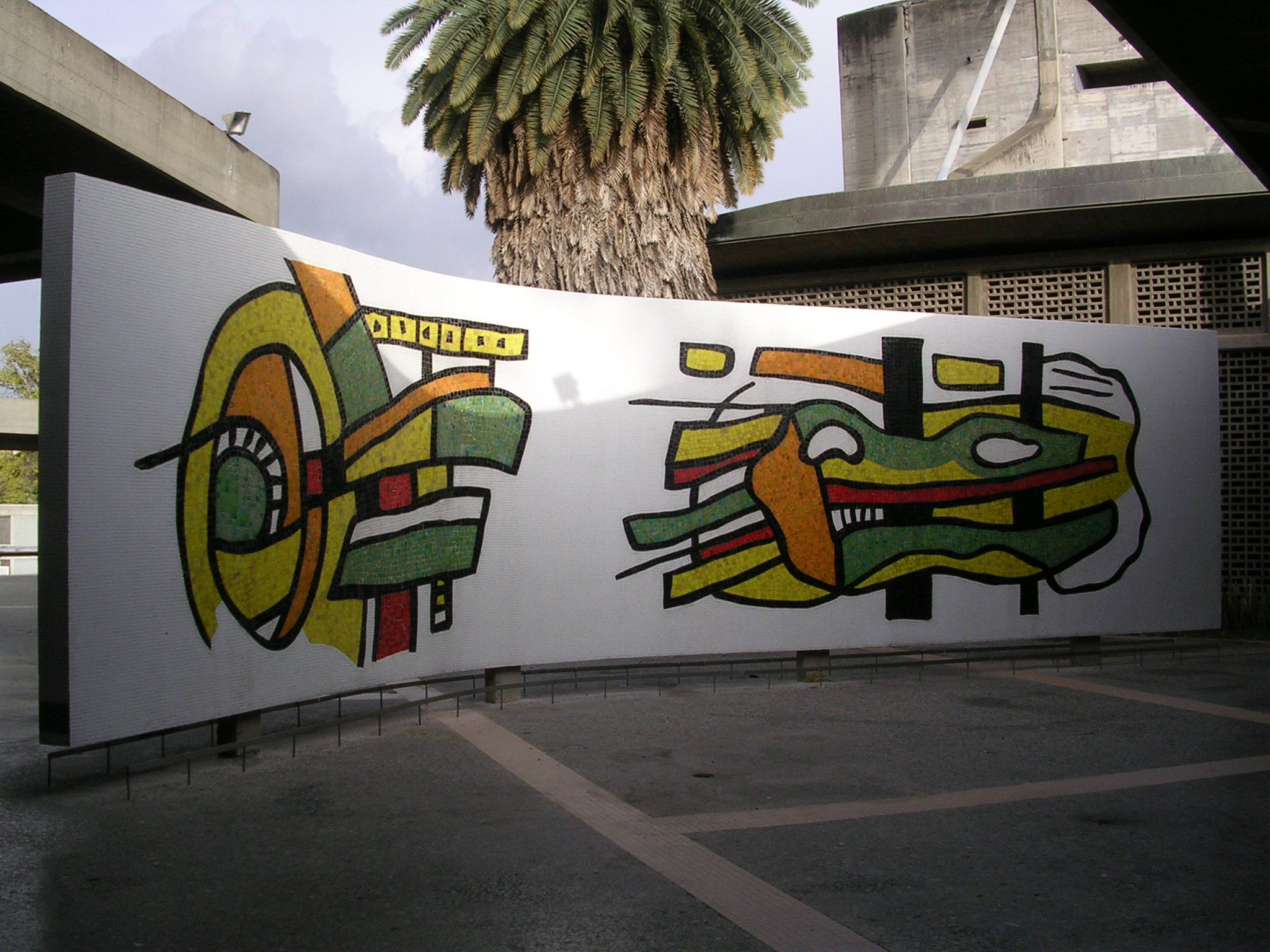
mozaïek (1952), Ciudad Universitaria de Caracas
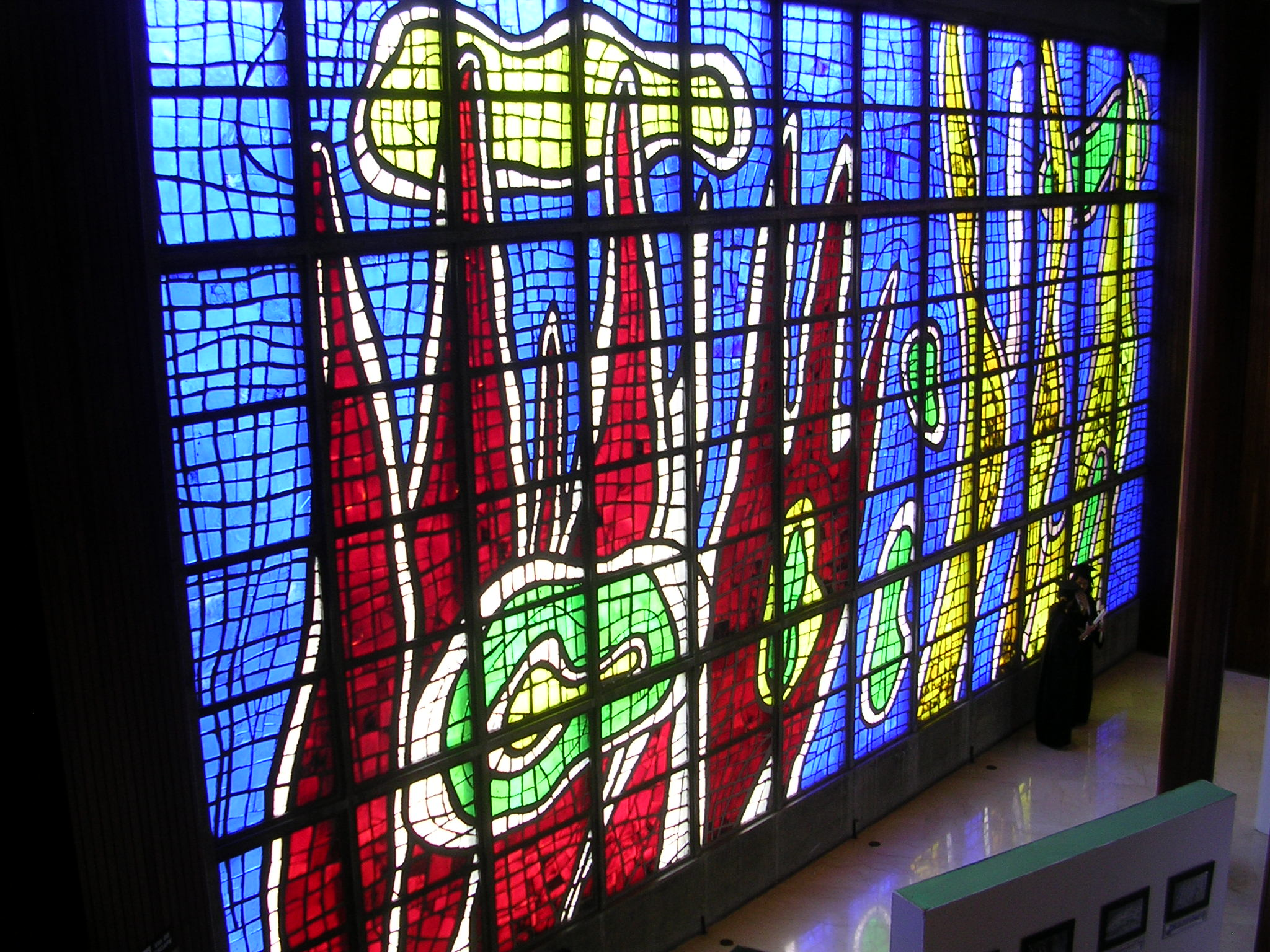
glas-in-lood (1952), Caracas
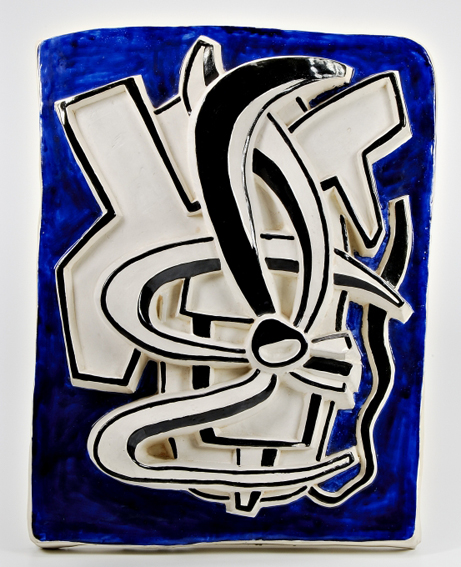
faience, Museo Internationale delle Ceramiche in Faenza